# 台灣中油

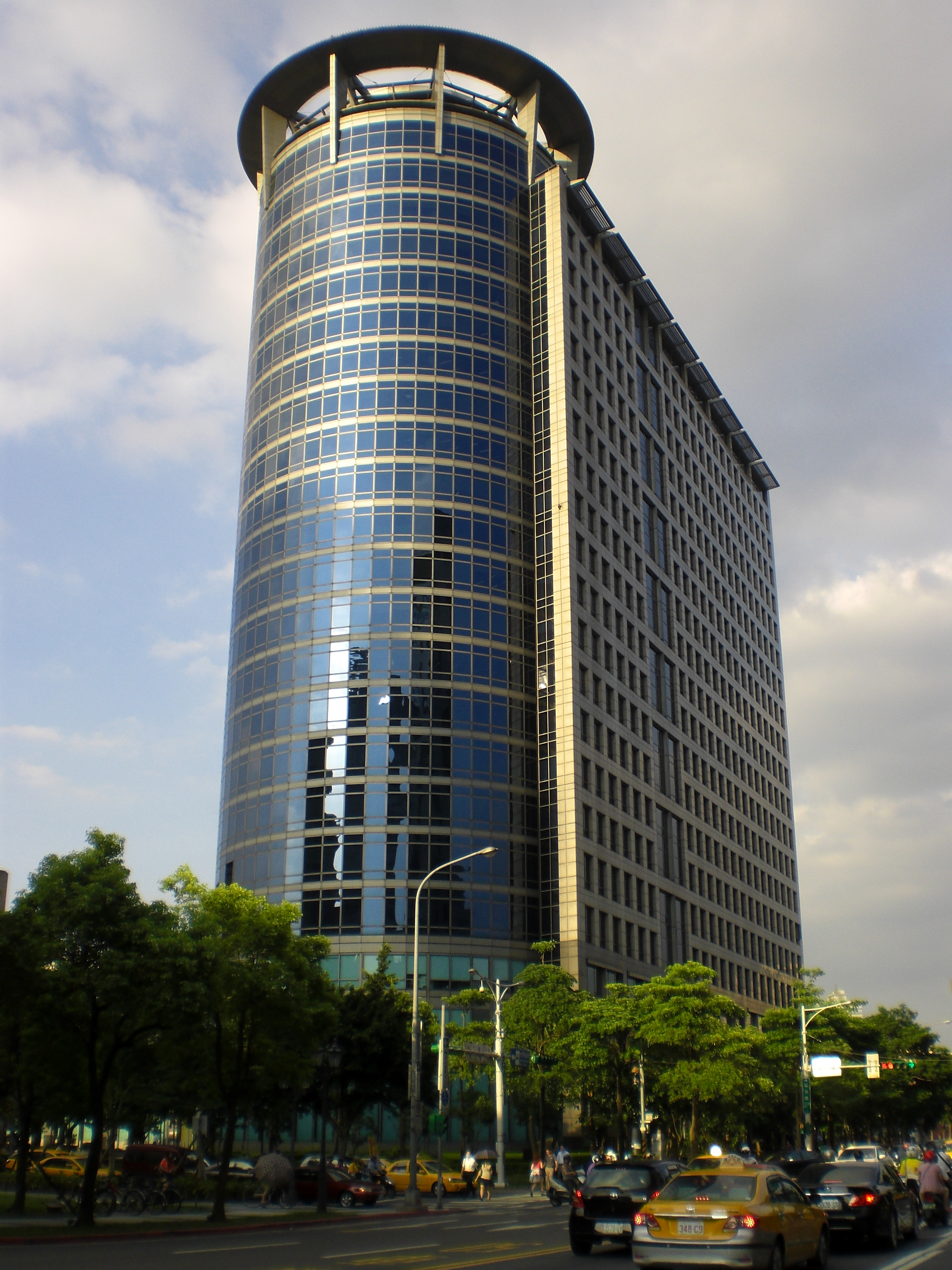
位於臺北市信義區的中油大樓

台灣中油是台灣規模最大的石化能源公司，其事業版圖橫跨石油與天然氣的探採、煉製、產品行銷等完整供應鏈。2020年美國雜誌財富世界500大企業評比第409名；原名中國石油，成立於1946年，2007年2月因台湾正名运动更名，同時兼顧台灣民眾慣用之「中油」稱呼。

## 歷史

### 成立及遷往臺灣

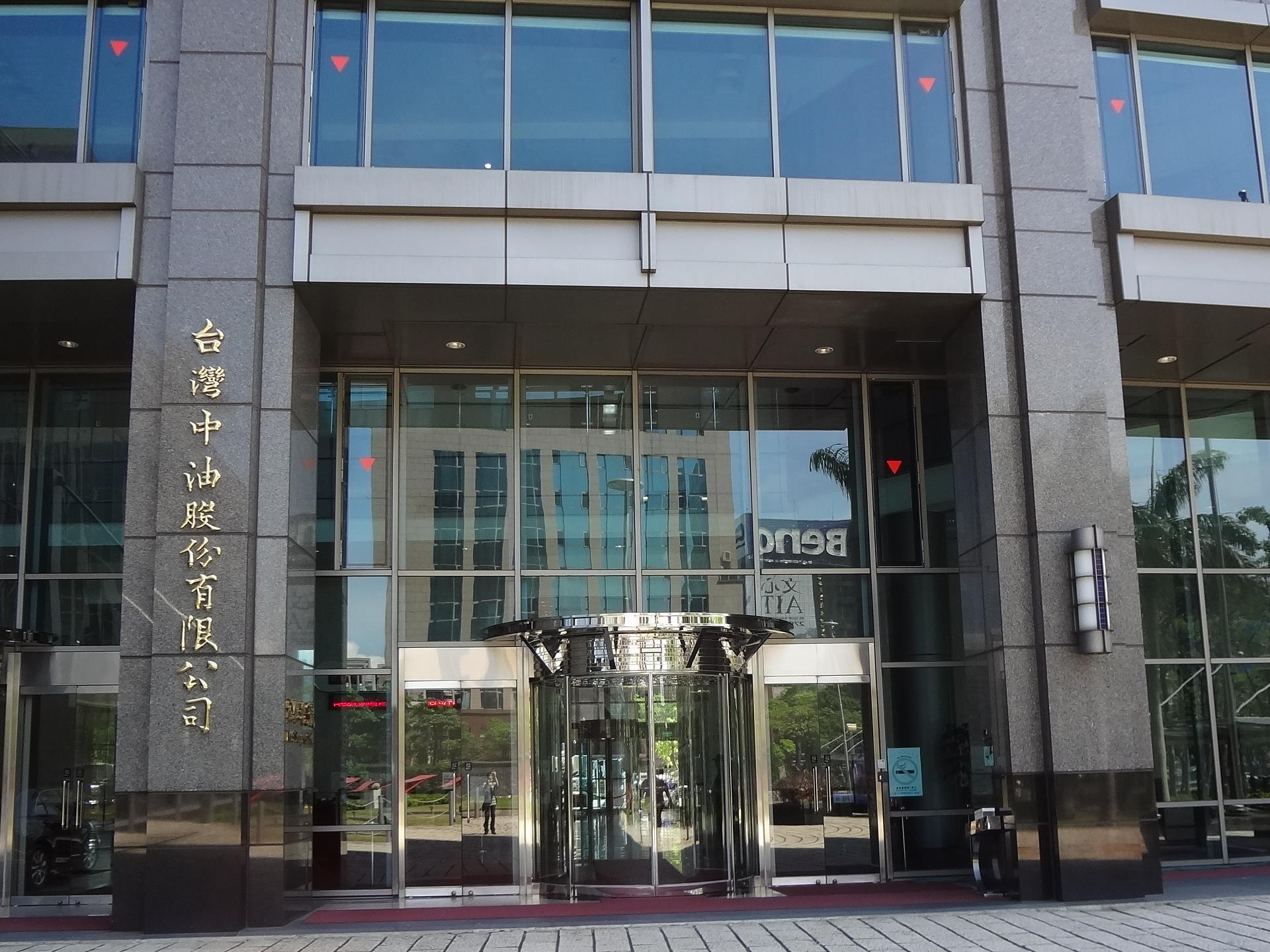
中油大樓正門

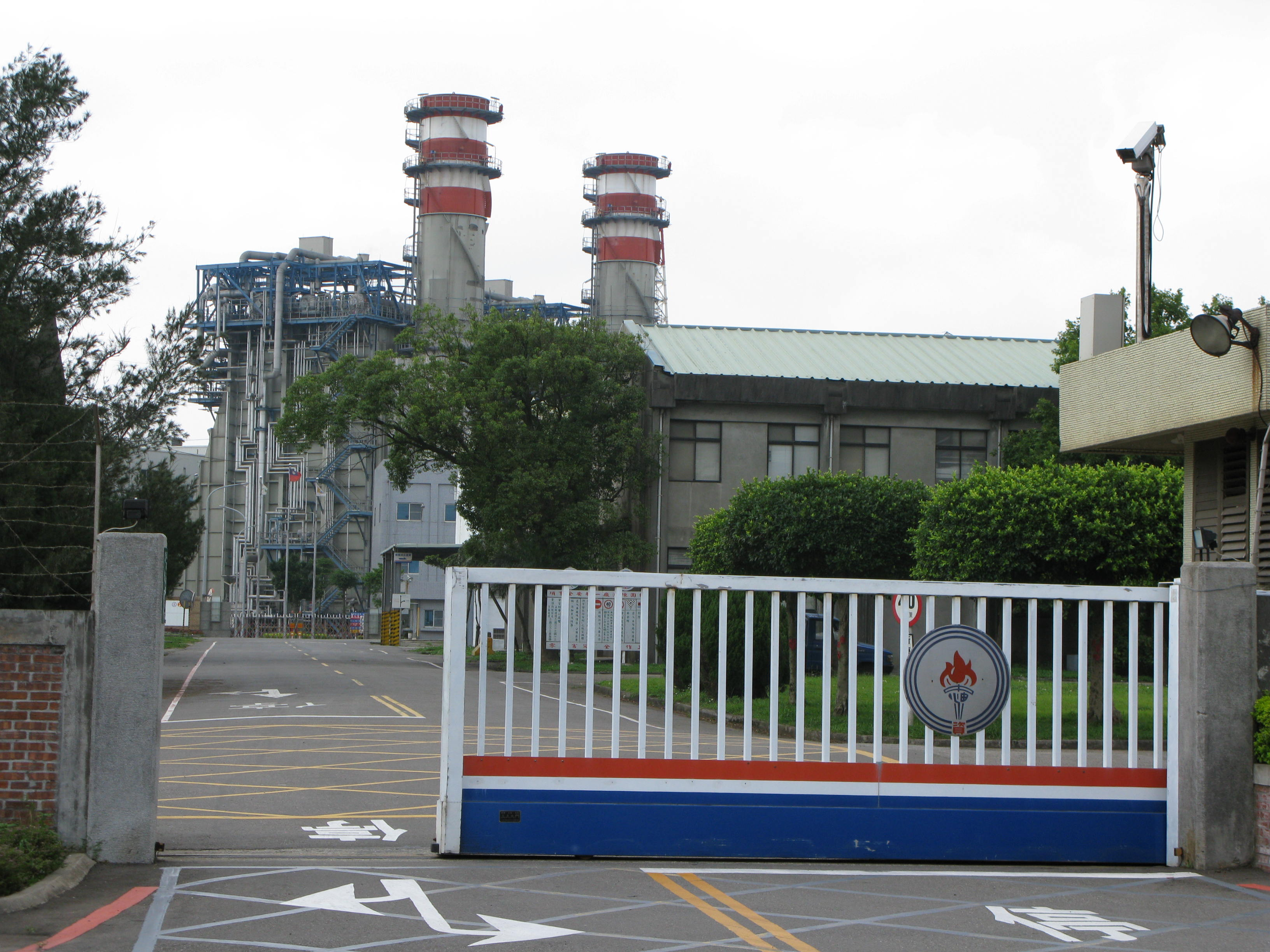
位於桃園市龜山區的國光發電廠

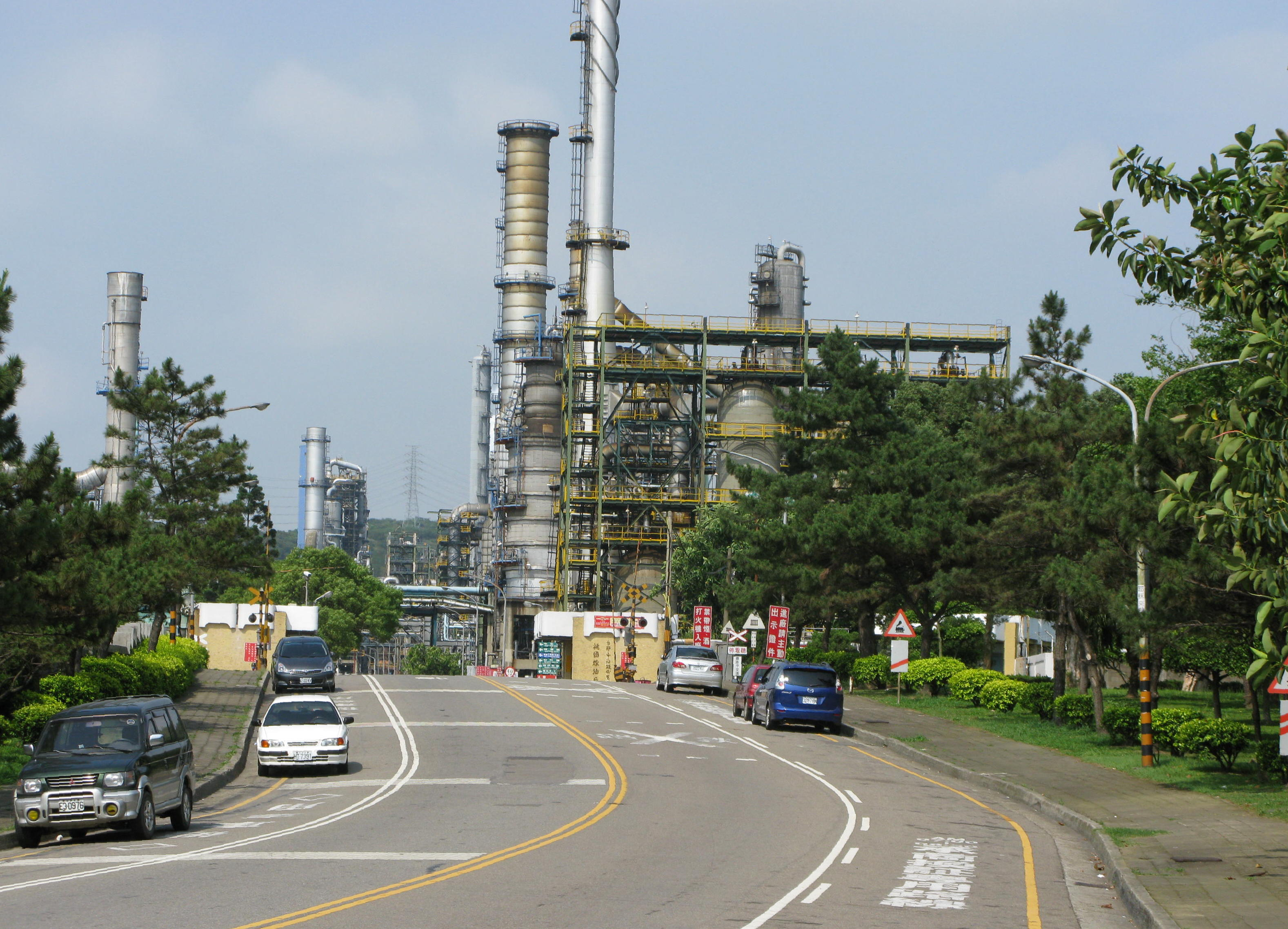
位於桃園市龜山區的中油桃園煉油廠

民國35年6月1日（1946年6月1日），由行政院資源委員會（今經濟部國營事業管理司）出資於中華民國上海市成立中國石油公司（簡稱中油），是合併原隸屬資源委員會的甘肅油礦局、四川油礦探勘處，及第二次世界大戰後接收臺灣、東北有關石油之產業所組成。此時在東北的設施有東北煉油廠（總廠在錦西，轄錦州、四平、永吉分場），在臺灣的設施包含：
- 臺灣營業所
- 臺灣總督府天然瓦斯研究所→新竹研究所
- 日本海軍第六燃料廠
  - 新竹支場→新竹工場
  - 清水支場→清水工場
  - 高雄本場→高雄煉油廠
- 臺拓化學株式會社→嘉義溶劑廠
- 日本石油株式會社（今JX日礦日石能源）台灣支社→苗栗煉油廠
- 帝國石油株式會社（今國際石油開發帝石）
  - 臺灣油礦探勘處
  - 出礦坑礦場
  - 錦水礦場
  - 竹東礦場
  - 新營礦場
  - 新竹天然氣填充站

中油公司在成立後，因時局困難及接收設備待整修，主要進行開採甘肅的玉門油礦、進口原油業務。1947年4月，高雄煉油廠開工，錦西煉油廠在同年11月開工。隨著國共內戰擴大，中油公司在1948年底設立台灣辦事處，在1949年5月的上海戰役後，決定遷往臺灣，在同年10月遷移完畢。1952年10月資源委員會裁撤後，中油公司改隸經濟部。
以往石油業在臺灣是獨占事業，中油歷經二次石油危機，肩負安定國內物價之重責大任。1990年代起，經濟部開放民間投資石油業，台塑集團成立了台塑石化，與中油分庭抗禮。中油目前主要之業務範圍，包括石油與天然氣之探勘、開發、煉製、輸儲與銷售，以及石油化學原料之生產供應，業務設施分布全臺。依據2014年《天下雜誌》「2000大調查」，中油以營業額新臺幣1兆1,877億圓的規模名列臺灣第二大企業，僅次於鴻海精密；在臺灣各公營事業中則排名第一，遠高於第二名台灣電力公司的新臺幣5,928億圓。
中油多數工廠位於高雄市，但總公司設於臺北市，使得中油長期飽受外界「稅繳臺北，污染留高雄」的質疑。民國105年（2016年）6月17日，中油召開董事會通過修改公司章程，將總公司從臺北市改設於高雄市；同年7月27日，中油正式將公司登記地址從臺北市信義計畫區中油大樓（臺北市信義區松仁路3號）變更至高雄煉油廠舊址（高雄市楠梓區左楠路2號），但實際營業處所仍維持中油大樓不變。

### 公司更名
由於中國大陸同樣存在同名公司（中国石油天然气集团），易混淆徒增困擾，加上陳水扁政府推行「臺灣正名」政策，中油於民國96年（2007年）2月1日召開的第550次董事會通過斥資30余億新臺幣將公司改名為「台灣中油股份有限公司」。隨後於2月9日召開的董事會通過後正式實施。因為臺灣有一家民營機油代理商「台灣石油有限公司」，中油並非易名為「台灣石油」、而是「台灣中油」。更名後，中油在全臺各地的加油站等營業據點，招牌上原本的「中國石油」四字商標把中間的「國石」二字塗掉，僅留下「中油」二字。

### 大事年表
- 民國35年（1946年）6月1日，中國石油有限公司在上海市江西路131號成立，隸屬於資源委員會。[15]
- 民國38年（1949年）10月5日，總公司遷至臺北市。[15]
- 民國41年（1952年）10月5日，因應資源委員會裁撤，改由經濟部管理。[15]
- 民國49年（1960年）6月1日，改組為中國石油股份有限公司。[15]
- 民國49年（1960年）11月1日，總公司遷址臺北市中山北路二段113號台泥大樓。[15]
- 民國55年（1966年）7月20日，總公司遷址臺北市中華路一段83號實踐大樓（該大樓現為環境部本部）。[15]
- 民國90年（2001年）6月15日，總公司遷址臺北市信義計畫區內自建之中油大樓。[15]
- 民國96年（2007年）2月1日，更名為台灣中油股份有限公司。
- 民國105年（2016年）1月，臺灣本島492座中油直營加油站，開放機車族使用悠遊卡、一卡通、有錢卡等電子票證付款加油[16] 。
- 民國105年（2016年）6月17日，中油召開董事會通過修改公司章程，將總公司的登記地址從臺北市信義區轉移至高雄市楠梓區。

## 發展現況

### 國內經營
中油設有煉油廠共三座，分別是桃園市龜山區之桃園煉油廠、高雄市楠梓區之高雄煉油廠、小港區之大林煉油廠，生產相關油品，並擁有三座液化天然氣接收站，分別位於：高雄市永安區、臺中市梧棲區、桃園市觀音區大潭。此外，在高雄市林園區設有林園石化廠區，生產相關石油化學產品，並在全臺各地擁有直營或加盟式的加油站約1,900座，並且在高雄市楠梓區設立國光中學、油廠國小及煉油廠幼兒園等子弟學校。國光中學已於2005年改由國立中山大學接管，油廠國小由高雄市政府接管，但二校仍維持中油子弟優先入學的資格。
因為空氣品質較差，1990年在時任經濟部部長蕭萬長決策之下，高雄煉油廠最晚將在2015年遷移到別處。但中油於限期無新址可供遷移只得關廠。

### 國際
目前中油在厄瓜多、印尼、澳洲、美國、尼日、查德、巴拉圭、索馬利蘭等國家合作探勘10處礦區，並與中國海洋石油推動兩岸海底探勘合作。在中油煉油廠所煉製之原油主要來自中東地區進口，油品優先供應國內市場，而國外市場主要為日本、韓國、香港、菲律賓、新加坡、馬來西亞、紐西蘭、澳洲、中國大陸、美國及中東等地。

## 組織
- 股東會
- 董事會（常務董事3名、董事10名、監察人3名）
  - 董事長
    - 總經理
      - 副總經理（5名）

### 直線單位
總經理負責單位
- 探採事業部
- 煉製事業部（設有桃園煉油廠、高雄煉油廠、大林煉油廠）
- 石化事業部（設有林園石化廠、前鎮儲運所、洲際儲運所）
- 油品行銷事業部（設有基隆、臺北、桃園、竹苗、臺中、嘉義、臺南、高雄、澎湖與東區營業處）
- 天然氣事業部（設有永安液化天然氣接收站、台中液化天然氣接收站、觀塘液化天然氣廠）
- 液化石油氣事業部（設有深澳港供輸服務中心）
- 潤滑油事業部
- 溶劑化學品事業部

副總經理負責單位
- 液化天然氣工程處
- 興建工程處
- 煉製研究所
- 探採研究所
- 綠能科技研究所
- 卡達辦事處
- 杜拜辦事處

### 幕僚單位
副總經理負責處室
- 督導幕僚室
- 秘書室
- 法務處
- 總工程師室
- 行政處
- 財務處
- 會計處
- 人力資源處
- 政風處
- 採購處
- 企研處
- 資訊處
- 公共關係處
- 工業安全衛生處
- 轉投資事業處
- 儲運處
- 貿易處
- 環境保護及生態保育處
- 資產營運管理處
- 國際事務處
- 長途管線處

### 轉投資公司
- 國光電力股份有限公司
- 中美和石化股份有限公司[20]
- 越南台海石油公司
- 越南宏越公司MAXIHUB
- 卡達燃油添加劑公司
- 華威天然氣航運公司
- 淳品實業股份有限公司
- 國光石化科技股份有限公司
- 環能海運公司
- 依序思液化天然氣公司
- 尼米克船東控股公司
- 尼米克船舶管理公司

## 歷任首長

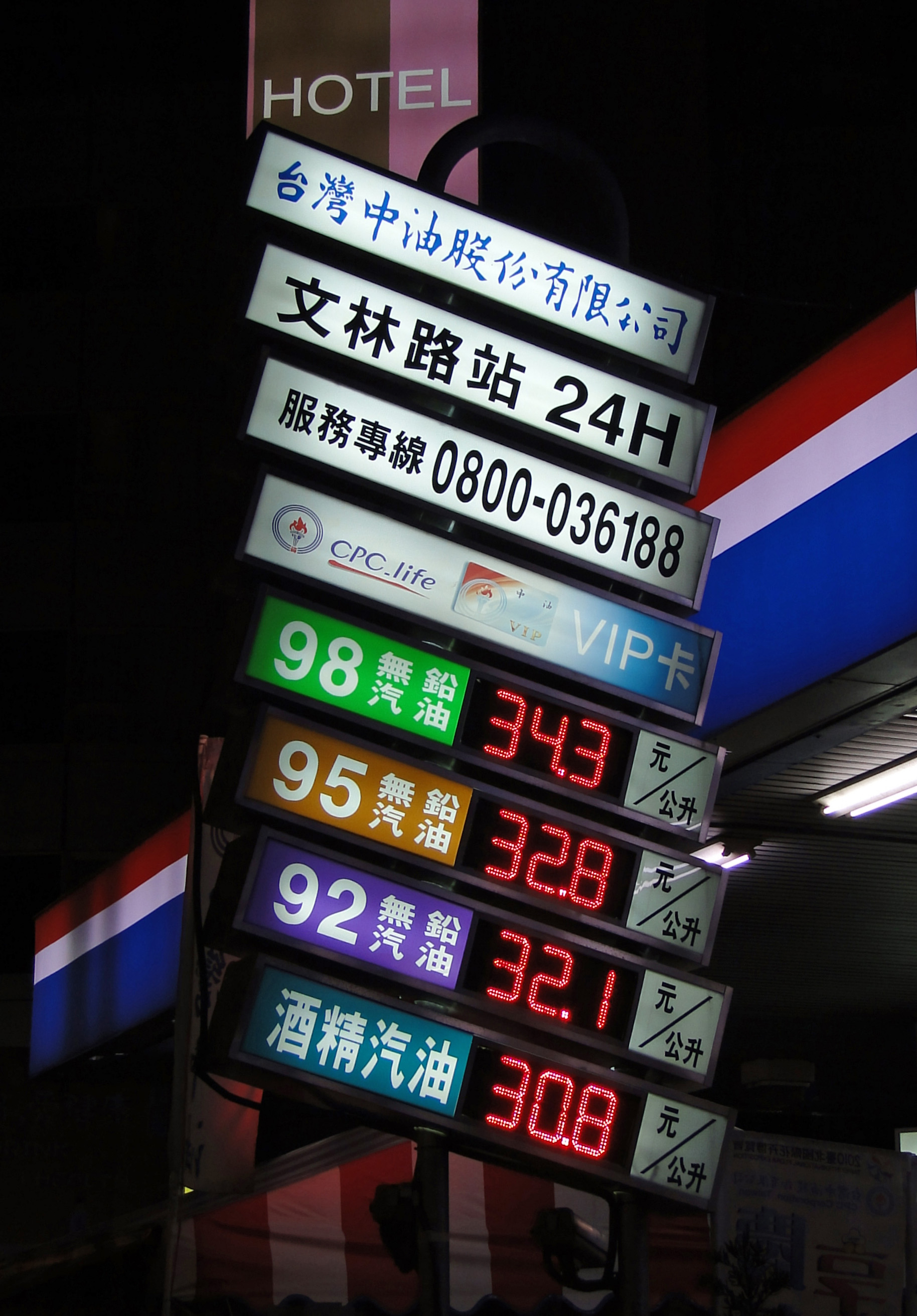
中油「直營站」加油站牌價表

| 任別   | 姓名   | 就職時間       | 卸任時間       | 備註                                                                      |
| 董事長 | 董事長 | 董事長         | 董事長         | 董事長                                                                    |
| ------ | ------ | -------------- | -------------- | ------------------------------------------------------------------------- |
| 1      | 翁文灝 | 1946年6月1日   | 1950年1月9日   | 首任，兼任總經理。                                                        |
| 2      | 嚴家淦 | 1950年1月9日   | 1951年3月14日  |                                                                           |
| 3      | 淩鴻勛 | 1951年3月15日  | 1971年4月30日  |                                                                           |
| 4      | 柳克述 | 1971年5月1日   | 1976年6月24日  |                                                                           |
| 5      | 胡新南 | 1976年6月25日  | 1982年1月3日   |                                                                           |
| 6      | 李達海 | 1982年1月4日   | 1985年3月20日  | 轉任工研院董事長。                                                        |
| 7      | 陳耀生 | 1985年4月26日  | 1993年5月31日  | 屆齡退休。                                                                |
| 8      | 張子源 | 1993年6月1日   | 1996年12月29日 | 原臺中市市長、經濟部國營事業委員會副主委。                                |
| 9      | 李樹久 | 1996年12月30日 | 1997年10月8日  | 原經濟部常務次長。                                                        |
| 10     | 陳朝威 | 1997年10月9日  | 2002年6月18日  | 原臺北捷運公司董事長。                                                    |
| 11     | 郭進財 | 2002年6月19日  | 2006年1月18日  | 原震旦行董事長。離任後陳寶郎總經理代理。                                  |
| 12     | 潘文炎 | 2006年4月13日  | 2009年3月8日   | 原國光電力董事長，中油出身。                                              |
| 13     | 施顏祥 | 2009年3月9日   | 2009年9月10日  | 原經濟部常務次長。離任後朱少華總經理代理。                                |
| 14     | 朱少華 | 2010年8月13日  | 2012年6月30日  | 真除，中油出身，屆齡退休。                                                |
| 15     | 林聖忠 | 2012年7月1日   | 2016年9月11日  | 原經濟部政務次長。                                                        |
| 16     | 陳金德 | 2016年9月12日  | 2017年8月18日  | 原高雄市副市長，因815全臺大停電請辭獲准。離任後楊偉甫經濟部常務次長代理。 |
| 17     | 戴謙   | 2017年11月6日  | 2019年3月3日   | 原行政院國科會副主委、南臺科技大學校長。                                  |
| 18     | 歐嘉瑞 | 2019年3月4日   | 2021年2月18日  | 原經濟部能源局局長、大葉大學校長。離任後李順欽總經理代理。                |
| 19     | 李順欽 | 2022年4月12日  | 2024年11月3日  | 真除，中油出身。                                                          |
| 20     | 方振仁 | 2024年11月4日  | 現任           | 中油出身。                                                                |
| 總經理 |        |                |                |                                                                           |
| 1      | 翁文灝 | 1946年6月1日   | 1949年5月24日  | 首任，董事長兼任。                                                        |
| 2      | 張茲闓 | 1949年5月24日  | 1949年11月16日 |                                                                           |
| 3      | 金開英 | 1949年11月16日 | 1961年8月31日  |                                                                           |
| 4      | 胡新南 | 1961年9月1日   | 1976年6月24日  |                                                                           |
| 5      | 李達海 | 1976年6月25日  | 1982年1月3日   |                                                                           |
| 6      | 陳耀生 | 1982年1月4日   | 1985年4月25日  |                                                                           |
| 7      | 周啟錦 | 1985年4月26日  | 1987年10月31日 |                                                                           |
| 8      | 關永實 | 1987年11月1日  | 1992年7月2日   |                                                                           |
| 9      | 陳國勇 | 1992年7月3日   | 1996年11月28日 |                                                                           |
| 10     | 潘文炎 | 1996年11月29日 | 2004年7月28日  |                                                                           |
| 11     | 陳寶郎 | 2004年7月29日  | 2008年9月7日   | 離任後朱少華代理                                                          |
| 12     | 朱少華 | 2008年11月6日  | 2010年8月12日  | 真除，轉任董事長。                                                        |
| 13     | 林茂文 | 2010年8月13日  | 2012年11月29日 |                                                                           |
| 14     | 孔祥雲 | 2012年11月30日 | 2013年9月16日  |                                                                           |
| 15     | 陳綠蔚 | 2013年9月17日  | 2017年1月18日  |                                                                           |
| 16     | 劉晟熙 | 2017年1月19日  | 2018年1月30日  |                                                                           |
| 17     | 李順欽 | 2018年1月31日  | 2022年4月11日  | 轉任董事長。                                                              |
| 18     | 方振仁 | 2022年4月12日  | 2024年11月3日  | 轉任董事長。                                                              |
| 19     | 張敏   | 2024年11月4日  | 現任           |                                                                           |

## 產品
- 92無鉛汽油
- 95無鉛汽油
- 98無鉛汽油
- 超級柴油
- 酒精汽油
- 外銷有鉛汽油
- 航空煤油
- 液化石油氣
- 天然氣
- 潤滑油
- 機油
- 生技保養品
- 綠色生技產品

## 爭議
- 高雄民宅曾被中油暗埋11條管線，屋主與中油進行12年官司。2014年8月屋主勝訴，但中油只遷走4條管線，還留7條埋土裡；但此後中油不但沒有賠償費用，反而強制徵收屋主的土地，把管線通過的地方通通徵收，面積多達351平方公尺，而徵收價遠低於市價。引起社會不滿。[30]
- 2018年10月上旬，因輕質摻配料品質不良導致95無鉛汽油銅片測試不良，中油承諾若車主因使用不良油品造成之車輛損害將予以從寬認定並賠償，亦會賠償加盟加油站因抽換油導致停止供售之營業損失。
- 2024年，一名煉製事業部高雄廠的資深前輩對菜鳥職員使出童子拜觀音猛戳肛門，被害人向主管求助，主管要他別想太多，也不要去申訴性騷擾。被害人向總公司申訴後，主管竟然開始找他麻煩，考績甚至被打乙等，而加害者的考績是甲等，演變成職場霸凌事件。[31][32]

## 相片集

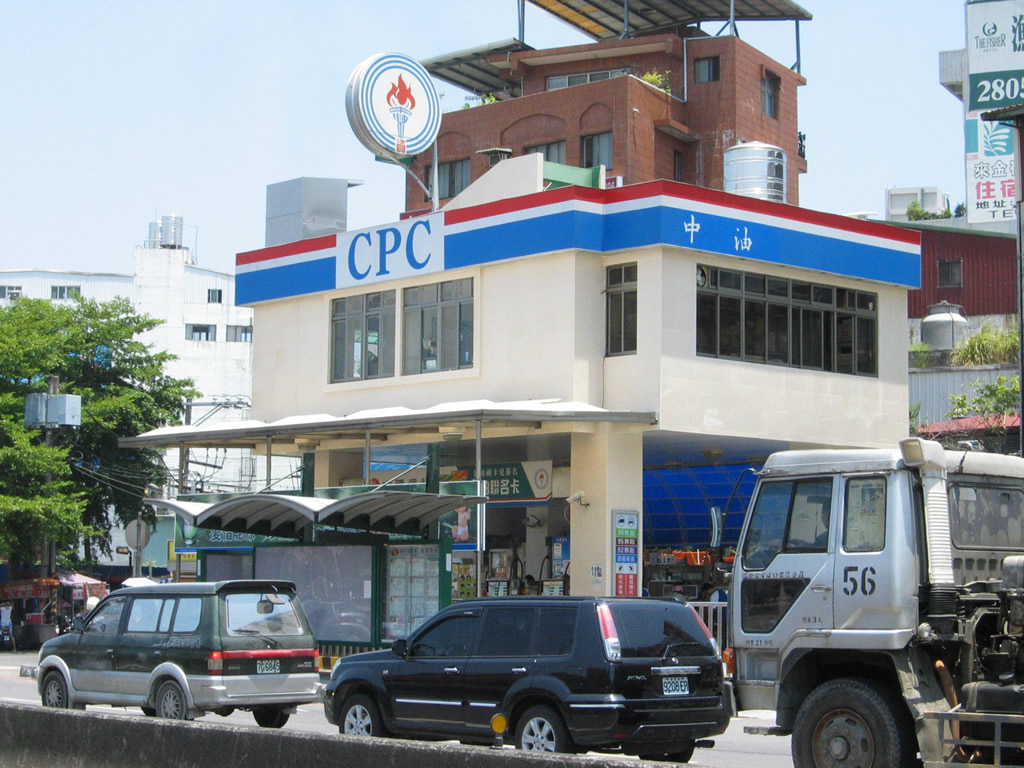
位於臺北捷運淡水站對面的台灣中油淡水站
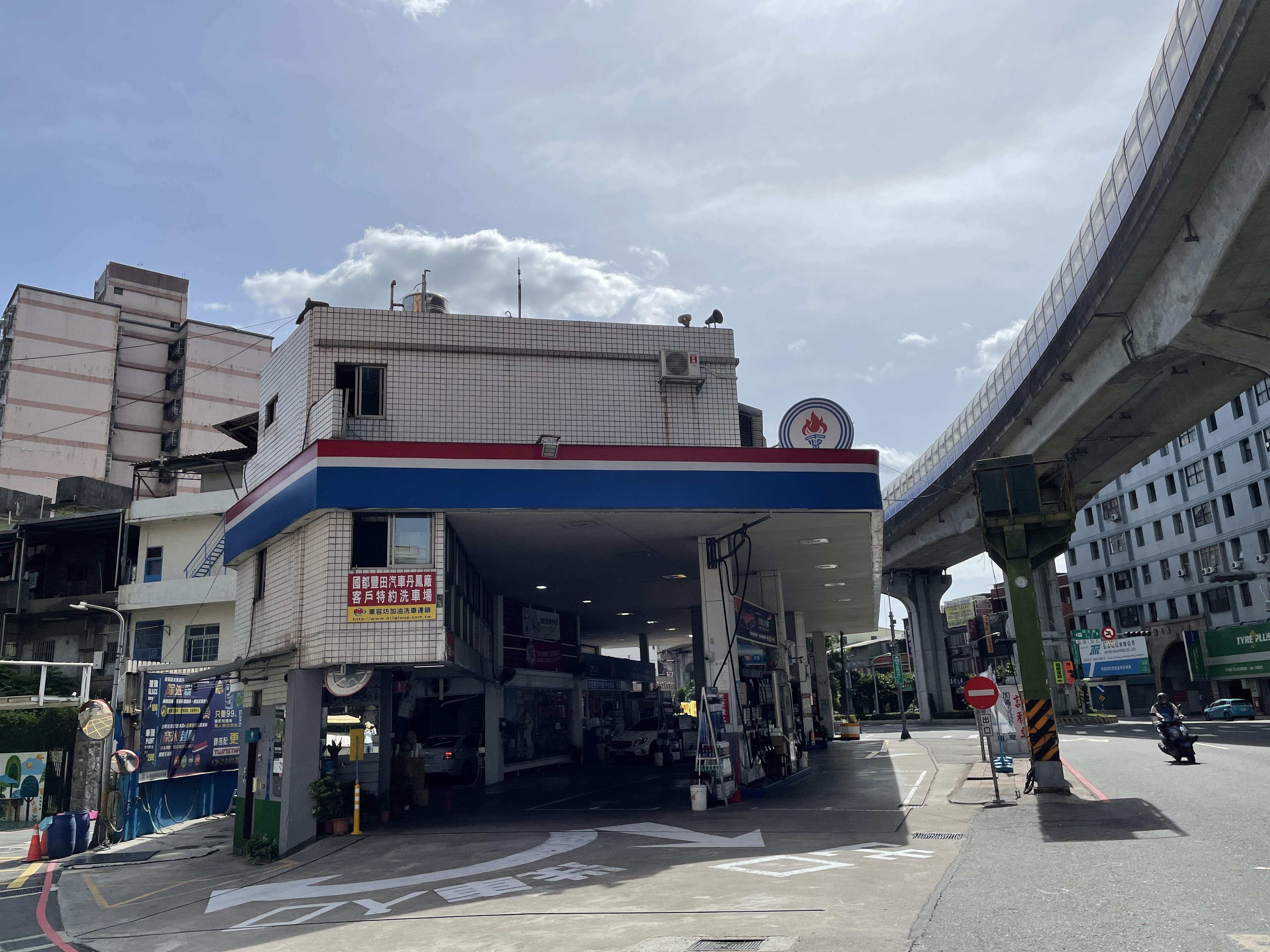
位於新莊的台灣中油容坊五洲站(加盟)，這個加盟店有洗車服務，有簡式便利商店，反應品牌系統朝多角經營方式嘗試

## 外部連結
- （繁體中文）官方网站 （页面存档备份，存于）
- （繁體中文）台灣中油全球資訊網-中油影城 （页面存档备份，存于）
- （英文）CPC,Corporation, Taiwan （页面存档备份，存于）
- （繁體中文）（英文）臺灣石油工會（页面存档备份，存于）
- （繁體中文）台灣公司資料 （页面存档备份，存于）
- 台灣中油的Facebook專頁